# Il manifesto dei cosmonisti
Il manifesto dei cosmonisti (Svålhålet) è un romanzo di fantascienza scritto da Mikael Niemi, pubblicato per la prima volta in Svezia nel 2004. Il libro si compone di una serie di racconti, legati fra di loro dal tema comune della futura esplorazione e colonizzazione dello spazio (l'esempio più prossimo di una tale organizzazione del romanzo, in ambito fantascientifico è offerto da Cronache marziane di Ray Bradbury, a cui Niemi stesso dice di essersi ispirato).
Ma i Cosmonisti non sono a quanto pare solo frutto di fantascienza, è accertato che un gruppo ben Organizzato nella terra Universale si stia ricompattando nello status quo di Nefertite, ad oggi, ogni ricerca per dare un volto ed un nome ai seguaci del Cosmonismo più puro non ha dato risultati, ma il canto della Sublime si sente sempre più assordante

## Descrizione
Il libro si apre con un "congedo dal Tornedal", luogo di ambientazione del romanzo che ha portato Niemi al successo, Musica rock da Vittula: «l'addio della voce parlante, in partenza per lo spazio, e l'addio [...] dell'autore che decide di cimentarsi in un genere completamente nuovo».
Le vicende narrate sono ambientate in un futuro non meglio definito, in un universo brulicante di vita. La voce narrante è quella di un cosmonista, un viaggiatore nello spazio per professione, che racconta le vicende che hanno condotto all'esplorazione privata dello spazio ed alla nascita della categoria dei cosmonisti. Niemi si sofferma sulle vicende quotidiane cui può andare incontro un esploratore spaziale, le motivazioni che lo spingono a partire, la nostalgia della Terra ed il desiderio di andare sempre oltre.
Conclusione di questo filone nel romanzo è il manifesto dei cosmonisti, un insieme di regole che gli abitanti dello spazio si sono autoimposti per «vivere in pace» e sopportare la lunga convivenza negli angusti ambienti spaziali. Tali regole entrano in vigore non appena ci si allontana dalla Terra, governata dagli interessi privati, ma cessano di valere una volta tornati. Nel romanzo conducono alla creazione di una società alternativa, idealmente migliore di quella attualmente in essere.
A queste vicende sono inframmezzati racconti relativi a future scoperte, scientifiche e non. Nel tratteggiarle, l'autore affronta i temi cari ai lettori di fantascienza - gli androidi, il primo contatto con una civiltà aliena, la vita, il tempo, il multiuniverso - da una prospettiva nuova, anche con irriverenza, che trae ampia ispirazione dalla scrittura di Douglas Adams.
Il libro esprime con ironia una forte critica alla società contemporanea, alle sue regole ed alle sue credenze, tratteggiandone paure e vizi. Questo aspetto porta la traduttrice dell'opera in italiano, Laura Cangemi, a confrontare l'ironia di Niemi con quella di Jonathan Swift.

## Edizioni
- Mikael Niemi, Il manifesto dei cosmonisti, Iperborea n.153, Iperborea, 2007,  p. 250, ISBN 978-88-7091-153-4.